# Whirlpool (criptografia)
Whirlpool (às vezes referenciado como WHIRLPOOL) é uma função criptográfica de hash desenvolvida pelos professores Vincent Rijmen e Paulo Barreto. A função foi recomendada pelo projeto New European Schemes for Signatures, Integrity and Encryption (NESSIE) (Europeu).
Foi também adotada pela Organização Internacional de Normalização (ISO) e pela Comissão Eletrotécnica Internacional (IEC) como parte do padrão internacional ISO 10118-3.

Galáxia de Whirlpool - M51 - inspirou o nome do algoritmo.

## História
Vicent Rijmen (co-autor do algoritmo Rijndael, também conhecido como AES) e o pesquisador Paulo Barreto criaram três versões do WHIRLPOOL.
Os autores declararam que esse algoritmo "não é, e nunca será, patenteado e deve ser usado livre de custos para qualquer propósito. As referências para implementações estão em domínio público."
Os primeiros programas de criptografia a usarem o Whirlpool foram FreeOTFE e TrueCrypt em 2005.

### WHIRLPOOL-0
A primeira versão foi submetida para o projeto NESSIE, fundado em 2000 para definir padrões seguros de criptografia. 

### WHIRLPOOL-T
A segunda versão foi uma versão modificada da primeira (WHIRLPOOL-0) e foi escolhida pelo projeto NESSIE como algoritmo de hash.

### WHIRLPOOL
Após sua seleção no NESSIE, dois pesquisadores japoneses, Shirai e Shibutani, descobriram uma falha na camada de difusão, motivando a correção e o lançamento de uma versão final que foi adotada pelo padrão ISO/IEC 10118-3:2004 (Information Technology - Técnicas de Segurança - funções de hash - 7ª. função de hash).

## Implementação
Os autores disponibilizaram implementações do algoritmo Whirlpool em linguagem C e Java. Essas implementações de referência foram liberadas para o domínio público.